# Adam Wagner (Märtyrer)
Adam Wagner (* 1894 in Nowaja Krasnowka, Ukraine, Russisches Kaiserreich; † 13. Januar 1938 in Nowosibirsk, Sowjetunion) war ein russlanddeutscher römisch-katholischer Geistlicher und Märtyrer.

## Leben
Adam Wagner wuchs als Bauernsohn im Bistum Tiraspol auf. Er studierte Theologie im Priesterseminar Saratow und wurde 1919 von Bischof Anton Zerr geheim zum Priester geweiht. Er wirkte in Landau und ab 1925 in Mariupol. 1933 wurde er verhaftet, zu zehn Jahren KZ verurteilt und nach Sibirien deportiert. Am 25. Dezember 1937 wurde er zum Tode verurteilt und am 13. Januar 1938 in Nowosibirsk erschossen.

## Gedenken
Die Römisch-katholische Kirche in Deutschland nahm Adam Wagner als Märtyrer in das deutsche Martyrologium des 20. Jahrhunderts auf.